# Partido Revolucionario de los Trabajadores (Colombia)
El Partido Revolucionario de Trabajadores de Colombia fue un partido político y guerrilla de Colombia, fundada en 1982.
El partido fue fundado en 1982. Surgió de la facción Marxista-Leninista-Maoísta, un grupo que se había desgajado del Partido Comunista de Colombia (Marxista-leninista) a mediados de la década de 1975. Se ubicó en la Región Caribe, Nariño, Valle del Cauca, Cauca y Antioquia.

## Historia

### Inicios
El PRT inició la lucha armada contra las fuerzas gubernamentales en 1982 en una conferencia nacional que se realizó en una vereda de Sucre. Aparte de su lucha armada PRT mantuvo un frente de masas abierto, la Corriente Sindical de Integración. Varios de sus miembros estuvieron realizando trabajo político con la Asociación Nacional de Usuarios Campesinos (ANUC), Sindicatos, su brazo armado se constituyó como autodefensa y realizó algunos robos de bancos y secuestros. Los primeros ataques del PRT fueron ataques con explosivos contra empresas tanto colombianas como extranjeras.

### Desarrollo de la guerrilla
En diciembre de 1984 aparece "El Combatiente", principal órgano de difusión del PRT, en sus páginas, el grupo profundizaba en su accionar del grupo e informaba de hechos de actualidad desde su perspectiva (como por ejemplo, el asesinato de Álvaro Ulcué Chocué). El PRT además se pronunció por la Toma del Palacio de Justicia, llamándola una "masacre injustificada". El 11 de junio de 1985, el PRT se adjudicó una seguidilla de atentados que afectaron Calí y Bogotá, mismos que dejaron únicamente daños materiales.
En el proceso de paz con el entonces presidente Belisario Betancur el PRT junto  al MIR - Patria Libre, y el Ejército de Liberación Nacional forman la Tripartita Guerrillera, pero mientras el MIR - Patria Libre se fusiona de lleno con el ELN, el PRT se reincorpora a la vida civil en el año 1991.
La tripartita resultó en la coordinación de actividades de movimiento de masas, lo que llevó a la formación del Movimiento A Luchar. El 20 de junio de 1985, PRT participó junto con A Luchar , organizando una huelga general nacional contra las políticas del gobierno de Belisario Betancur . En el momento en que nació la Coordinadora Nacional Guerrillera, una coalición compuesta por el PRT,  ELN, Ejército de Liberación Popular (EPL), M-19 , MIR-PL, Movimiento Armado Quintín Lame (MAQL), Comando Ricardo Franco Frente Sur (RF). Con la entrada de las FARC-EP y la expulsión del Comando Ricardo Franco Frente Sur, en el trabajo de unidad de los movimientos guerrilleros colombianos, la Coordinadora Nacional Guerrillera se convirtió en la Coordinadora Guerrillera Simón Bolívar en septiembre de 1987.

## Acuerdo de Paz
En diciembre de 1990, el presidente Virgilio Barco se mostró dispuesto a celebrar conversaciones de paz con el PRT. Se iniciaron conversaciones entre el gobierno colombiano y el PRT. El 28 de diciembre se firmó un acuerdo entre el Gobierno y el PRT. El 25 de enero de 1991 un tratado de paz definitivo que establece que:
- El PRT obtendría representación en la Asamblea Nacional Constituyente. El partido recibió un escaño en la asamblea, pero sin voto
- El PRT se convertiría en un partido político legal.
- El PRT tendrá anuncios de televisión y anuncios en periódicos nacionales y regionales.
- El gobierno financiará la construcción de cinco Casas por la Vida , en Bogotá, Barranquilla , Medellín , Sincelejo y una ubicación adicional.
- Garantías jurídicas y de seguridad.
- Se asignaría un fondo de 300 millones de pesos para proyectos en las áreas de conflicto de PRT. Una comisión conjunta gobierno-PRT supervisaría la distribución de los fondos.
- Se otorgaría un subsidio para el mantenimiento, la salud y la educación a los combatientes PRT desmovilizados, a través de un fondo.
- Se formaría una fuerza de policía indígena dentro de la Policía Nacional de Colombia.
- Plan de reconciliación y planes regionales.
- Comisión de seguimiento de acuerdos.

Se firmó en el corregimiento de Don Gabriel de Ovejas (Sucre), entre el gobierno y el PRT. 
En nombre del PRT, el tratado de paz fue firmado por Valentín González, Sergio Sierra, Pablo Roncallo, Rafael González y Ernesto Falla.
Según fuentes oficiales, cuando las milicias del PRT se desmovilizaron en 1991, en el partido había alrededor de 200 combatientes. Los uniformes fueron quemados, las municiones destruidas y las armas tiradas al mar cerca a Cartagena. Darío Mejía Agudelo y José Matías Ortiz Sarmiento fueron sus representantes en la Asamblea Nacional Constituyente en 1991.
El armamento del PRT fue destruido en una ceremonia de un matrimonio el 26 de enero. A pesar del tratado de paz que el PRT firmó para reorganizarse como un partido político legal, el partido nunca se formó. En lugar de eso, algunos miembros del PRT se sumaron a la Alianza Democrática M-19. El PRT está activo dentro de organizaciones sociales que se centran principalmente en los derechos humanos y la promoción de la paz en Bolívar y Sucre.
Se denunció en 2014 un genocidio contra los excombatientes de este grupo guerrillero, desde su desmovilización, por Fuerzas Militares y grupos paramilitares, en especial en la región de Montes de María.
En 2019 junto a otros excombatientes de distintas organizaciones presentaron las Narrativas de excombatientes, para la Comisión de la Verdad.